# Tobias Akselrod

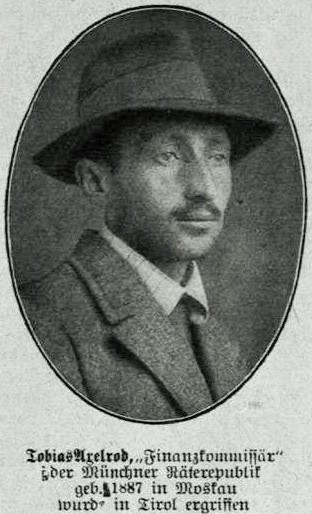
Tobias Akselrod (1887–1938)

Tobias Akselrod (* 15. Oktober 1887 in Moskau; † 10. März 1938 in Kommunarka, auch Tovij Aksel’rod oder Tobias Axelrod,) war ein russischer Revolutionär und 1919 Mitglied der Münchener Räteregierung.

## Leben
Akselrod trat 1905 dem jüdischen Arbeiterbund bei. 1910 floh er aus sibirischer Verbannung ins Ausland. Er wurde Mitarbeiter der Berner Tagwacht und Mitglied der Zimmerwalder Linken. Im April 1917 kehrte er im Zug aus Zürich nach Russland zurück. Nach der Oktoberrevolution 1917 war er Leiter des Pressebüros des Rates der Volkskommissare, im April 1918 Leiter des Pressebüros beim Zentralen Exekutivbüro der Bolschewiki.
Ab Juli 1918 war er Leiter des sowjetischen Pressedienstes in Deutschland, während der Novemberrevolution in Deutschland hielt er sich in Kopenhagen auf. Am 8. Dezember 1918 kehrte er nach Deutschland zurück. Am 14. Januar 1919 wurde er in Stuttgart verhaftet, nach München verbracht und zusammen mit seiner Frau und seinem Mitarbeiter von Kurt Eisner im Sanatorium Ebenhausen unter untergebracht. Allerdings konnte er sich frei bewegen, fuhr ständig nach München, kaufte dort Zeitungen und Bücher und versuchte Kontakt mit Moskau aufzunehmen. Nach dem 16. April 1919 wurde er Mitglied im Aktionsausschuss der Betriebs- und Soldatenräte Münchens, deren ursprüngliche Mitgliederzahl von 15 durch zusätzliche Wahlen und Ernennungen auf etwa 30 erweitert wurde. Axelrod war beratendes Mitglied der Wirtschaftskommission. Er war an der Mitarbeit „wenig interessiert“. Er gehörte nicht zum Vollzugsrat unter Eugen Leviné. Dieser besaß die Macht während der kommunistischen Räterepublik bis zum 27. April und wurde dann von den Betriebsräten entmachtet. Allerdings gehörte Axelrod, da er als Russe das besondere Vertrauen Levinés besaß, zum sog. „engeren Ausschuss“ der kommunistischen Führung. Als politischer Kommissar beim Volksbeauftragten für Finanzen, Emil Karl Männer, unterzeichnete Axelrod mehrere Verordnungen über die Konfiszierung von Bargeld und Wertsachen aus Bankschließfächern. Männer weigerte sich, diese Verordnungen umzusetzen und dieser Bruch führte wegen des Vertrauensverlustes zur Entmachtung des kommunistisch geführten Aktionsausschusses durch die Versammlung der Betriebs- und Soldatenräte. Axelrod hat am 28. April München verlassen. Nach der Niederschlagung der Räterepublik am 1./2. Mai wurde er am 14. Mai 1919 in Tirol verhaftet und nach München verbracht, dort angeklagt und zu 15 Jahren Zuchthaus verurteilt.
Seine Ehefrau, Anna, wurde Mitte August 1919 von den deutschösterreichischen Sicherheitsbehörden in Wien angehalten, als sie unter falschem Namen versuchte, Ernst Bettelheim, der im Auftrag der Dritten Internationalen die kommunistische Bewegung in Deutschösterreich radikalisieren sollte, zu besuchen. Anna Akselrod wurde in der Folge neben Béla Kun und anderen Exponenten der Ungarischen Räterepublik im Lager Drosendorf bzw. auf Schloss Karlstein (Niederösterreich) interniert.
Ende 1919 wurde er von München nach Berlin-Moabit verlegt, 1920 unter Hausarrest gestellt, am 6. Juni 1920 konnte er über Stettin nach Petrograd ausreisen. Er wurde Herausgeber des Bulletin der Kommunistischen Internationale für die russische Presse, die Parteiorganisationen der KPR (B) und die Kulturpropaganda in der Russischen Sowjetrepublik. Von 1921 bis 1922 war er Leiter der Verlagsabteilung des Exekutivkomitees der Kommunistischen Internationale (EKKI).
Nach dem April 1922 blieb er in der Schweiz, Österreich und Frankreich tätig. Er schrieb für die L’Humanité (Zeitung der Französischen Kommunistischen Partei (PCF)) und kehrte Ende 1925 nach Sowjetrussland zurück, wo er als Journalist arbeitete.
Im Zuge der Stalinschen Säuberungen wurde er am 23. Dezember 1937 verhaftet und wegen angeblicher Mitgliedschaft in einer konterrevolutionären terroristischen Organisation vom Militärkollegium des Obersten Gerichts der UdSSR am 10. März 1938 zum Tode verurteilt und am selben Tag erschossen.